# Mathematisches Objekt
Als mathematische Objekte werden die abstrakten Objekte bezeichnet, die in den verschiedenen Teilgebieten der Mathematik beschrieben und untersucht werden. Grundlegende Beispiele sind Zahlen, Mengen und geometrische Körper, weiterführend sind beispielsweise Graphen, Integrale und Kohomologien. Die Fragen zur Existenz und zu der Natur von mathematischen Objekten sind zentral in der Philosophie der Mathematik. Die zeitgenössische Mathematik hingegen klammert diese Fragestellungen aus und beschäftigt sich innerstrukturell mit ihnen. Dies schließt Bereiche wie Mengenlehre, Prädikatenlogik, Modelltheorie und Kategorientheorie mit ein, in denen die (sonst übergeordneten) mathematischen Strukturen wie Axiome, Schlussregeln und Beweise erforscht werden, die damit selbst zu mathematischen Objekten werden. Die Ansichten darüber, was mathematische Objekte sind, haben sich im Lauf der Geschichte der Mathematik stark gewandelt.

## Geschichte
Die ersten Objekte mathematischer Überlegungen waren Zahlen und geometrische Figuren. Schon die Mathematik im Alten Ägypten und die babylonische Mathematik rechnete mit natürlichen Zahlen sowie positiven Bruchzahlen und konnte damit einfachere Gleichungen lösen. Bereits die Pythagoreer stellten jedoch fest, dass es auch inkommensurable Zahlenverhältnisse gibt, sie konnten diese aber noch nicht quantifizieren. Bis ins 19. Jahrhundert herrschte in der Mathematik große Unsicherheit beim Rechnen mit infinitesimalen Größen, was sich erst ab Mitte des 19. Jahrhunderts durch Karl Weierstraß änderte. Heute sind mehrere Konstruktionsmöglichkeiten der reellen Zahlen aus den rationalen Zahlen bekannt. Über die reellen Zahlen hinaus sind komplexe Zahlen und Quaternionen von praktischer Bedeutung.
Euklid (ca. 300 v. Chr.) legte erstmals einige Eigenschaften geometrischer Objekte, wie Punkt, Gerade und Dreieck, in seiner euklidischen Geometrie durch Postulate, vergleichbar heutigen Axiomen, fest. Eine vollständige und widerspruchsfreie Axiomatisierung der Geometrie gelang jedoch erst David Hilbert 1899. In der zweiten Hälfte des 19. Jahrhunderts entwickelte Georg Cantor seine Mengenlehre, mit der sich mathematische Objekte als Elemente von Mengen beschreiben lassen, wobei diese Elemente selbst auch Mengen sein können:
Elemente sind bestimmte wohlunterschiedene Objekte unserer Anschauung oder unseres Denkens.
Etwas weiter fasste er den Begriff der Klasse, wobei echte Klassen wie die Allklasse keine Mengen mehr darstellen. Die naive Mengenlehre war jedoch nicht widerspruchsfrei, das wohl bekannteste Paradoxon ist die Russellsche Antinomie. Die Axiomatisierung der Mengenlehre wurde erst durch Ernst Zermelo und Abraham Adolf Fraenkel in den 1920er Jahren mit der Zermelo-Fraenkel-Mengenlehre abgeschlossen.
In der konstruktiven Mathematik des 20. Jahrhunderts wurde gefordert, dass mathematische Objekte konstruierbar sein müssen. In der Grundlagenkrise der Mathematik der 1920er und 1930er Jahre setzte sich jedoch der Formalismus gegenüber dem Intuitionismus durch. Wichtiger als die mathematischen Objekte selbst sind demnach deren Beziehungen untereinander, die durch Axiome festgelegt werden. Diese Axiome, nicht die Objekte selbst, stellen die Grundlage moderner mathematischer Theorien dar, so soll Hilbert einmal gesagt haben:
„Man muss an Stelle von ‚Punkten, Geraden, Ebenen‘, ‚Tische, Stühle, Bierseidel‘ sagen können.“

## Bezug zu formalen Systemen zur Grundlegung der Mathematik
Dem formalistischen Standpunkt zufolge arbeitet die Mathematik stets in formalen Systemen. Davon beeinflusst ist es zu einem Anspruch der modernen Mathematik geworden, dass Sätze, die in der Mathematik aufgestellt werden, zumindest prinzipiell als Satz eines formalen Systems aufgefasst werden können müssen. Damit sie als gültig angesehen werden, müssen sie in diesem formalen System als beweisbar erkannt werden, unabhängig davon, inwiefern das System aus philosophischer Sicht als grundlegend anzusehen ist. Die verbreitetsten solcher Systeme zur Grundlegung der Mathematik sind dabei die auf der klassischen Prädikatenlogik erster Stufe basierenden (im Vergleich zu auf anderen Logiken basierenden). Solche arbeiten mit Variablen, das sind frei wählbare Symbole (im Sinne eines Tokens, nicht im Sinne eines Bedeutungsträgers), die in dem formalen System auf spezielle Weise eingesetzt werden können. Diese Weise ähnelt dabei intuitiven Vorstellungen davon, dass sie Objekte bezeichnen. Beispielsweise wird ein formaler Ausdruck der Form {\displaystyle \exists !x\ldots } als es existiert genau ein {\displaystyle x}, sodass… gelesen. Hat man einen Ausdruck dieser Form bewiesen, so lässt er sich auch auf bestimmte Weisen mit anderen Ausdrücken kombinieren, in denen das {\displaystyle x} verwandt werden kann, und man spricht von einer Definition des Objektes {\displaystyle x}. Entscheidend für die Akzeptanz einer mathematischen Aussage, die von solchen Variablen Gebrauch macht, ist also nicht ein Bezug zu etwaigen Objekten, was auch immer sie sein mögen, sondern nur die korrekte Verwendung innerhalb des formalen Systems.
Um mit der Prädikatenlogik ein reichhaltiges System, in dem die meiste bekannte Mathematik betrieben werden kann, zu erhalten, kann man das System mit Prädikaten und Axiomen ausgestalten. Am verbreitetsten sind dabei verschiedene Ansätze, die als mengentheoretische Grundlegungen bezeichnet werden. Sie führen in das formale System die Elementrelation {\displaystyle \in } ein. Statt von Objekten im obigen Sinne spricht man dann von Mengen und liest {\displaystyle x\in y} als die Menge {\displaystyle x} ist ein Element der Menge {\displaystyle y}. Gewisse Axiome garantieren einen vielfältigen Umgang, das heißt vielfältige mögliche Beweise und damit u. a. auch vielfältige mögliche Definitionen im obigen Sinne. Die verbreitetste Wahl eines solchen Axiomensystems ist die Zermelo-Fraenkel-Mengenlehre mit Auswahlaxiom (ZFC). Im mathematischen Sprachgebrauch kommt es vor, dass man trotz einer Fundierung durch ZFC von „Objekten“ spricht, die sich in nicht-formalen Umschreibungen ähnlich wie die sogenannten Mengen verhalten, von denen sich jedoch herausstellt, dass sie bei der Formalisierung unmöglich auf dieselbe Weise wie sogenannte Mengen mit Variablen in Verbindung gesetzt werden können, da beim Versuch einer solchen Formalisierung unter Berücksichtigung der gewünschten Eigenschaften Widersprüche zu den Axiomen entstehen. Man spricht dann von einer echten Klasse. Diese kann auch mathematisches Objekt genannt werden, nicht aber Menge, dieses Wort wird für obige engere Auffassung reserviert. Es existieren auch Axiomensysteme, etwa die Neumann-Bernays-Gödel-Mengenlehre und die Ackermann-Mengenlehre, die eine Formalisierung des Begriffs einer echten Klasse zulassen, wobei echte Klassen dann auch zu mathematischen Objekten im obigen engeren Sinne werden.